# Saint Martin Record
La Saint Martin Record - Gruppo Editoriale e Discografico è stata una casa discografica italiana attiva tra gli anni sessanta e gli anni settanta.

## Storia della Saint Martin Record
L'etichetta venne fondata alla fine del 1965 da Gino Caselli, titolare delle Edizioni musicali Saint Martin, che decise di entrare (come molti altri editori musicali) nel mercato discografico; le prime emissioni risalgono alla fine dello stesso anno.
La prima partecipazione ufficiale a una manifestazione è nello stesso anno al Primo festival della Lombardia con Sei tu Milano, cantata da Barbara Lory, canzone che vince la manifestazione.
L'anno successivo la casa discografica partecipa, nuovamente con la Lory, al Cantagiro 1966 con Male di luna; l'etichetta sarà presente in altre edizioni della manifestazione, ad esempio al Cantagiro 1967 con Ipotesi negativa, presentata dai Funamboli, ed anche ad altri festival, come Un disco per l'estate 1968 con Come un'ombra, cantata da Piter e i Funamboli, o il Torneo di Pesaro 1967 con La stagione dell'amore, interpretata da Barbara Lory.
Per la distribuzione per i primi due anni l'etichetta si è affidata alla Pulvirenti s.a.s. di Roma, di proprietà di Gaetano Pulvirenti (l'ex direttore vendite della RCA Italiana, oltre che uno dei proprietari della Karim e della Ariel), per poi in seguito distribuirsi autonomamente per alcuni anni; nell'ultimo periodo invece si appoggerà alle Messaggerie musicali.
Tra i cantanti che incisero per la Saint Martin Record, oltre a quelli già citati, possiamo ricordare Gianni Mascolo, Achille Togliani, Edda Ollari, Lionello e Giulia Shell; inoltre per l'etichetta incise un cantante francese, F.R. David (in quel periodo in Italia), che negli anni successivi doveva raggiungere il successo internazionale con la canzone Words (Don't Come Easy).
Per l'etichetta lavorò per un certo periodo come talent scout il produttore Antonio Marrapodi.
La Saint Martin Record inoltre distribuì in Italia alcune etichette estere come la Calla Records, la Gamble Records e la Gulf Pacific Industries Production; distribuì inoltre anche piccole etichette come la Storm, per cui incidevano gli Showmen.
Nel 1973 l'etichetta partecipa al Festival di Sanremo 1973 con Cara amica , cantata da Bassano, che non entra in finale.
La Saint Martin Record continua ancora l'attività per qualche anno.

## I dischi pubblicati
Per la datazione ci si basa sull'etichetta del disco, o sul vinile o, infine, sulla copertina; qualora nessuno di questi elementi avesse una datazione, ci si basa sulla numerazione del catalogo, se esistenti, vengono riportati oltre all'anno il mese e il giorno (quest'ultimo dato si trova, a volte, stampato sul vinile).

### 33 giri
| Numero di catalogo | Anno | Interprete     | Titoli              |
| ------------------ | ---- | -------------- | ------------------- |
| SMR 2003           | 1969 | Harry Pitch    | Harmonica Jewel Box |
| SMR 2006           | 1969 | The Children   | Rebirth             |
| SMR 2011           | 1970 | Black Pearl    | Live                |
| SMR 2013           | 1971 | Esecutori vari | Papillon 71         |
| SMR 2018           | 1971 | Euphoria       | Euphoria            |
| SMR 2019           | 1971 | Cherry People  | Cherry People       |

### 45 giri
La numerazione delle pubblicazioni dal 1966 al 1969 fu preceduta dal prefisso CAT; l'anno successivo la numerazione cambiò, passando dai numeri successivi a 1000 a quelli successivi a 400, ed infine nel 1972 il prefisso divenne SMR, acronimo della denominazione dell'etichetta.
| Numero di catalogo | Anno             | Interprete                                          | Titoli                                                   |
| ------------------ | ---------------- | --------------------------------------------------- | -------------------------------------------------------- |
| CAT 1001           | 1965             | Barbara Lory                                        | Se crederai/Non l'hai detto mai                          |
| CAT 1002           | 1965             | Barbara Lory                                        | Sei tu Milano/Io non so                                  |
| CAT 1003           | 1965             | Giampaolo                                           | Milano nebbia e amore/E adesso sei contenta              |
| CAT 1006           | 1966             | Barbara Lory                                        | Buona sera/Se crederaì                                   |
| CAT 1007           | 1966             | Barbara Lory                                        | Male di luna/Io sono così                                |
| CAT 1011           | 1966             | Lionello                                            | Amore pensami/Vai se lo credi vai                        |
| CAT 1012           | 1966             | Giampaolo                                           | Con il primo tempo/Qualche estate fa                     |
| CAT 1013           | 1966             | I Funamboli                                         | La protesta/Il mondo siamo noi                           |
| CAT 1015           | 23 marzo 1967    | Barbara Lory                                        | Ad occhi chiusi/In questo mondo                          |
| CAT 1016           | 1967             | Giulia Shell                                        | Dimmi chi è/Mi sento viva                                |
| CAT 1018           | 1967             | Fulvia                                              | Una bambina grande/Siamo noi                             |
| CAT 1019           | 1967             | I Funamboli                                         | Ipotesi negativa/Generalmente                            |
| CAT 1020           | 1967             | Romano Villi                                        | La quintana/Ragazzi...a cavallo                          |
| CAT 1021           | 1967             | Giulia Shell                                        | Metronomo time/Dimmi chi è                               |
| CAT 1023           | 8 luglio 1967    | Barbara Lory                                        | La stagione dell'amore/Farò come te                      |
| CAT 1024           | 4 agosto 1967    | Andrea                                              | Per capire il mondo/Oggi m'han detto                     |
| CAT 1025           | Novembre 1967    | Achille Togliani                                    | Scelgo te/Posso offrirti qualcosa                        |
| CAT 1026           | 1968             | I Funamboli                                         | Immagini/Soli sulla terra                                |
| CAT 1027           | 29 febbraio 1968 | Lionello                                            | Finché il ricordo vivrà/Il tuo carattere                 |
| CAT 1028           | 1968             | Andrea                                              | Ho dato il whisky la gatto/Giacomina la pulce ciabattina |
| CAT 1029           | 1968             | I Funamboli                                         | Come un'ombra/Per ricominciare con te                    |
| CAT 1030           | 1968             | Piter & i Funamboli                                 | Picnic a Green City/Soli sulla terra                     |
| CAT 1031           | 2 dicembre 1968  | Barbara                                             | Triste amore/E' l'alba                                   |
| CAT 1032           | 1968             | Rossano & i Sorrisi                                 | Scusa amore/Catya                                        |
| CAT 1035           | 1968             | Andrea                                              | L'uomo del fiume/Musica nell'aria                        |
| CAT 1037           | 1969             | Piter                                               | Corri corri/E' la vita dei giovani                       |
| CAT 1039           | 1969             | The Pussy Group                                     | All Of My Life/Come Back Hune Beat                       |
| CAT 1040           | 1969             | F.R. David                                          | Luisa Luisa/Calendario                                   |
| CAT 1041           | 1969             | Piter                                               | Cara/Dedicata a te                                       |
| CAT 1042           | 2 settembre 1969 | Barbara                                             | Dopo la pioggia/Vai con lei                              |
| Gulf 1043          | 15 ottobre 1969  | The Countdown Five                                  | Shaka shaka na na/Money Man                              |
| CAT 1044           | 1969             | The Aquarian Age                                    | Hair/Aquarius                                            |
| CAT 1045           | 1969             | The Children                                        | I'll Be Your Sunshine/Maypole                            |
| CAT 1046           | 1969             | I Funamboli                                         | In me vivrai/Solo un'ora fa                              |
| CAT 1047           | 12 novembre 1969 | Gianni Mascolo                                      | Ritorno/Coraggio vecchio mio                             |
| CAT 1048           | 1969             | Dana Poli                                           | Non sono una bambina/Un grande poeta                     |
| CAT 1049           | 1969             | Giuseppe Zecchillo                                  | Natascia/Vecchio clown                                   |
| CAT 450            | 24 giugno 1970   | Barbara dei Funamboli                               | Che pazzo sei/Una rondine ritorna                        |
| CAT 451            | 1970             | Voo Doo                                             | Male d'amore/Ho bisogno di te                            |
| CAT 452            | 1970             | The Alfrescos                                       | In The Summertime/Military School                        |
| CAT 453            | 1970             | Tommy Sterne (sul lato A)/William Ash (sul lato B)  | Lady D'Arbanville/Beautiful                              |
| CAT 454            | 1970             | Velvet Anvil (sul lato A)/The Children (sul lato B) | Neanderthal man/Pictorial                                |
| CAT 455            | 1970             | Lola (sul lato A)/Gilded Cage (sul lato B)          | Smoot/Baby Grumpling                                     |
| CAT 456            | 1970             | Lino Gabri                                          | Bella bella Maria/Morire di te                           |
| CAT 457            | 1970             | F.R. David                                          | Cuore non mente mai/Giusto, bene, brava                  |
| CAT 459            | 1971             | Barbara e i Funamboli                               | Divertimento/Si tu ll'ammore                             |
| CAT 460            | 1971             | Barbara e i Funamboli                               | Cosa conti tu/Il viaggio                                 |
| SMR 1701           | 1973             | Bassano                                             | Cara amica/L'amore mio abbraccia il mondo                |
| SMR 1703           | 1973             | Doc & Prohibition                                   | Superman/Nothing is changed                              |
| SMR 1704           | 1973             | Edda Ollari                                         | Rosa marina/Mare di settembre                            |
| SMR 1705           | 28 agosto 1973   | F.R. David                                          | Marianna Marianna/Facci caso                             |
| SMR 1708           | 1973             | Aquarium                                            | La mia voce/Altri mondi                                  |
| SMR 1713           | 1973             | New Messengers                                      | Tell Me Lord/Memories For Ever                           |
| SMR 1718           | 1973             | Salix Alba                                          | Italia/Ciao ciao                                         |
| SMR 1719           | 1973             | Mixer                                               | Toot Toot Toot/Toot Toot Toot (part 2)                   |

1. ↑  Il prefisso del catalogo è diverso da quello consueto, in quanto si tratta della stampa italiana di un disco pubblicato negli Stati Uniti dalla Gulf Pacific Industries Production; la numerazione invece segue quella progressiva normale, per cui il disco è stato inserito qui

### 45 giri della Calla Records
| Numero di catalogo | Anno | Interprete | Titoli                           |
| ------------------ | ---- | ---------- | -------------------------------- |
| C 7135             | 1969 | The Maze   | Chained to your heart/I got love |